# شريان كظري علوي
شريان كظري علوي (بالإنجليزية: Superior suprarenal artery)‏‏ هو شريان يتفرعُ من شريان حجابي سفلي.